# 三寶柑
三寶柑又名檸檬柑（三寶柑，學名：Citrus sulcata），是芸香科的柑橘類之一。日本和歌山縣特產。